# Болгарська церква святого Стефана (Туреччина)
Болгарська церква святого Стефана (з тур. Aya Stefan, Bulgar Kilisesi, Българската църква, відома як Залізна церква) — православна болгарська церква у Стамбулі (Туреччина), яка складається з готових залізних елементів. Церква Святого Стефана — єдина православна залізна церква. Це тринавна базиліка з хрестоподібною формою і гарними орнаментами. Вівтар виходить на Золотий Ріг, а над притвором височить 40-метрова дзвіниця. Храм був створений в кінці XIX ст. і коштував для болгарської держави більше 1 млн. франків.

## Дерев'яний храм

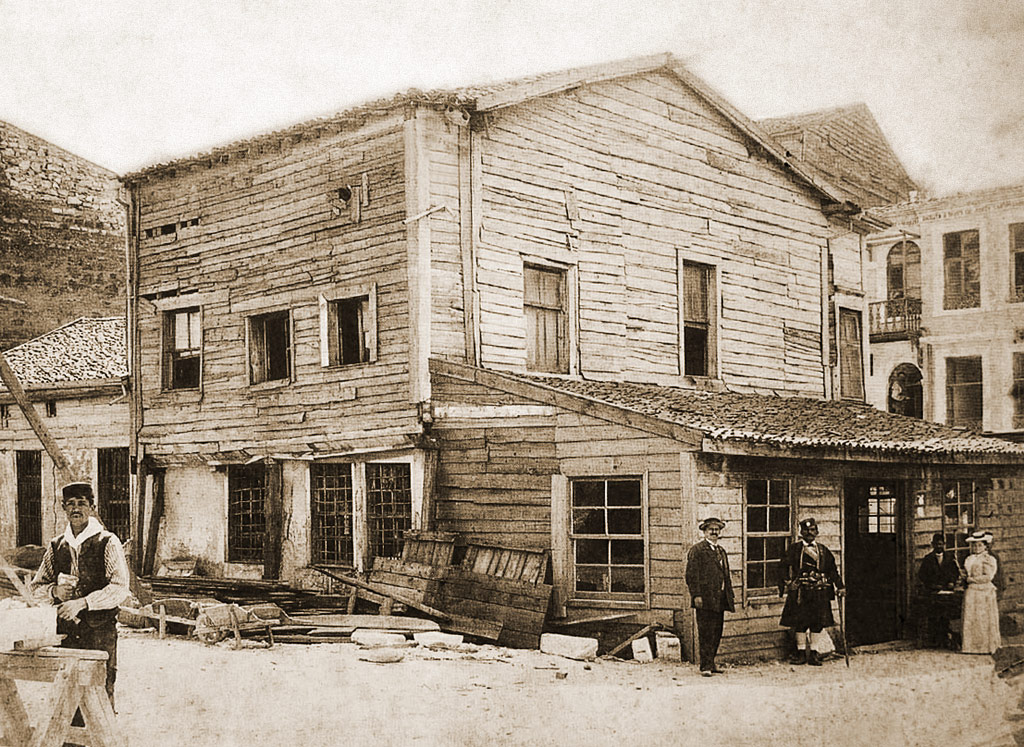
Будинок, подарований болгарській церкві Штефаном Воґоріде

У 1849 році впливовий османський державний діяч, болгарський князь Штефаном ВоґорідеШтефан Воґоріде подарував болгарській церкві для господарських потреб велике подвір'я з трьома будівлями — однією дерев'яною і двома кам'яними, в королівському районі Фенера, між площами «Балат» і «Фенер», на самому березі Золотого Рогу. біля резиденції Вселенського Патріархату.
17 жовтня 1849 року був виданий офіційний султанський указ, який дозволив болгарам мати власний молитовний дім. Нижній поверх дерев'яного будинку, подарованого Воґоріде, був перетворений у тимчасову каплицю і урочисто освячений 9 жовтня 1849 р. Пізніше каплиця перетворилася на окремий храм, відомий як Дерев'яна церква, і присвячений першомученику і архідиякону Стефану на честь мецената Стефана Воґоріде.
25 жовтня 1859 року князь Ніколае Воґоріде заклав кам'яний фундамент залізної церкви Святого Стефана. Закладення фундаменту було абсолютно символічним актом з боку Воґоріде, в той час як справжнє будівництво сучасної церкви почалося 33 потому, коли Екзарх Йосиф I Болгарський також заклав камінь у фундамент 27 квітня 1892 р.
У 1850 р. кам'яні будинки у дворі були зруйновані, а з їх матеріалу було побудовано триповерховий будинок з 25 кімнатами, відомий під назвою Метоха, який згодом став резиденцією Болгарського екзархату, створеного за указом султана 27 лютого 1870 року. Екзархат зафункціонував у Стамбулі після визволення Болгарії до Балканської війни 1912 р.

## Залізний храм

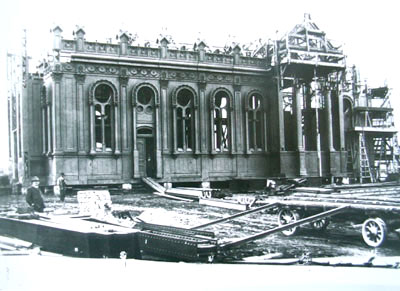
Церква в процесі збирання

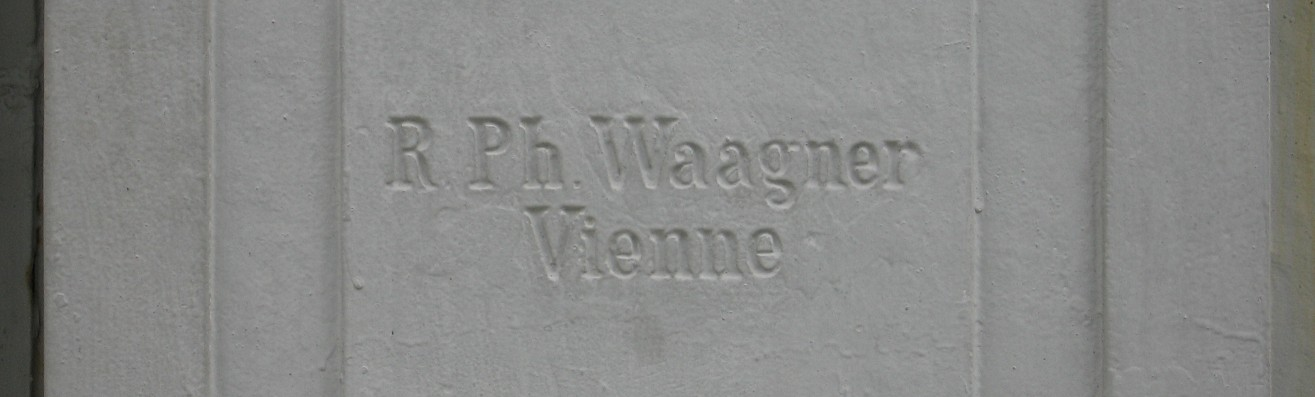
Рудольф Філіп Ваагнер, Відень, виробник будівельних елементів

25 червня 1890 р. указом султана Болгарському екзархату було дозволено побудувати новий храм замість дерев'яної церкви. Автор проекту — османський архітектор вірменського походження Ховсеп Азнавур .
Головний камінь був встановлений Екзархом Йосифом I 27 квітня 1892 р. Оскільки місцевість була нестійкою, архітектор запропонував конструкцію, згідно з якою структура церкви мала складатися з готових збірних залізних плит, а не з бетонної основи. На аукціоні для чавунних елементів церкви виграла віденська компанія Рудольфа Філіпа Ваагнера, хоча до того вона не будувала залізних церков. Але Ваагнер вже мав потужний авторитет у галузі залізних виробів — на Віденській виставці в 1873 р. компанія презентувала свою продукцію в органічному павільйоні зі скла і заліза.
Елементи вагою 500 тон були зроблені у Відні між 1893 і 1895 рр. і були відправлені залізницею до Трієста, а потім пароплавами до Константинополя. Каркас церкви зроблений зі сталі, а бокові стіни — з кованого заліза, всі елементи прикріплені до фундаменту болтами, гайками і заклепками — всього близько 4 мільйонів шт. Збирання Залізної церкви завершилися 14 липня 1896 р.
Архітектурно зовні церква поєднує елементи необарочного, неоготичного і візантійського стилів. Інтер'єр також зроблений у Відні — коринфські колони, ангели і квіткові мотиви вгвинчені або заклеєні всередині. Стиль інтер'єру має вплив ар-нуво — першого прикладу модерну в Стамбулі. Віденські майстри працювали над католицьким іконостасом, а секретар екзархату Атанас Шопов з архітектором Азнавуром був змушений поїхати до Російської імперії, щоб домовитися з російською компанією про розробку православного іконостасу. Іконостас був зроблений московською фірмою Ніколая Ахапкіна, ікони були написані російським художником Клавдієм Лебедєвим, а шість дзвонів також були відлиті в Російській імперії, в Ярославлі на заводі Петра Олов'янішникова. Два з шести дзвонів звучать у Стамбулі і досі.
Урочисте освячення нової церкви Св. Стефана відбулося 8 вересня 1898 Екзархом Йосифом I у день святкування Різдва Богородиці. Від старої дерев'яної церкви збережений камінь вівтаря, як пам'ятник, який на півстоліття продовжує і нагадує про його історичну роль.
Церква Святого Стефана є результатом експериментів з залізними церквами у другій половині ХІХ ст. Переносні залізні церкви є британським винаходом і використовувалися для віддалених британських колоній, таких як Австралія. Творець Ейфелевої вежі, французький інженер Густав Ейфель також виробляв залізні церкви, відправлені на Філіппіни і в Перу. Сьогодні церква Святого Стефана є однією з небагатьох збережених залізних церков у світі.

У дворі церкви Святого Стефана поховані болгарські діячі церкви Іларіон Макаріопольський, Авксентій Велешкі, Мелетій Велешкі і Паїсій Пловдивський. 

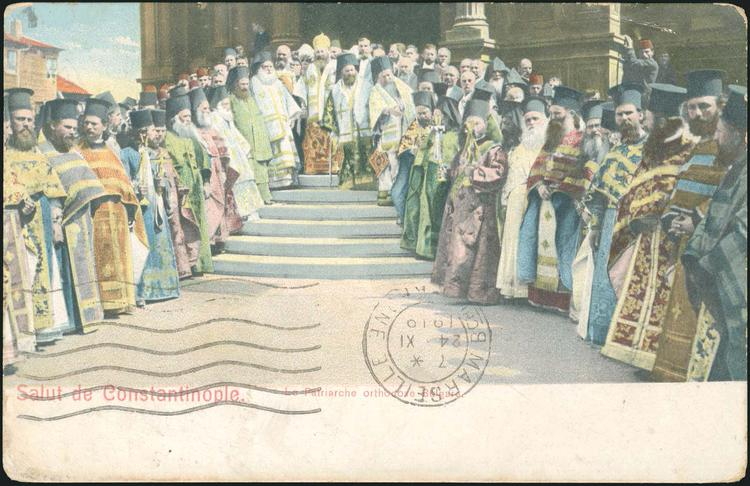
Святилище церкви в 1898 р., османська листівка
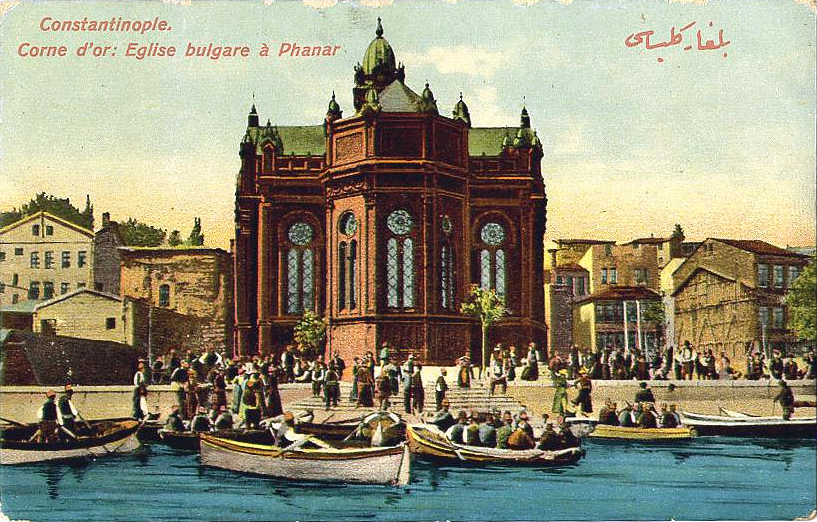
Церква з Золотого Рогу, османська листівка
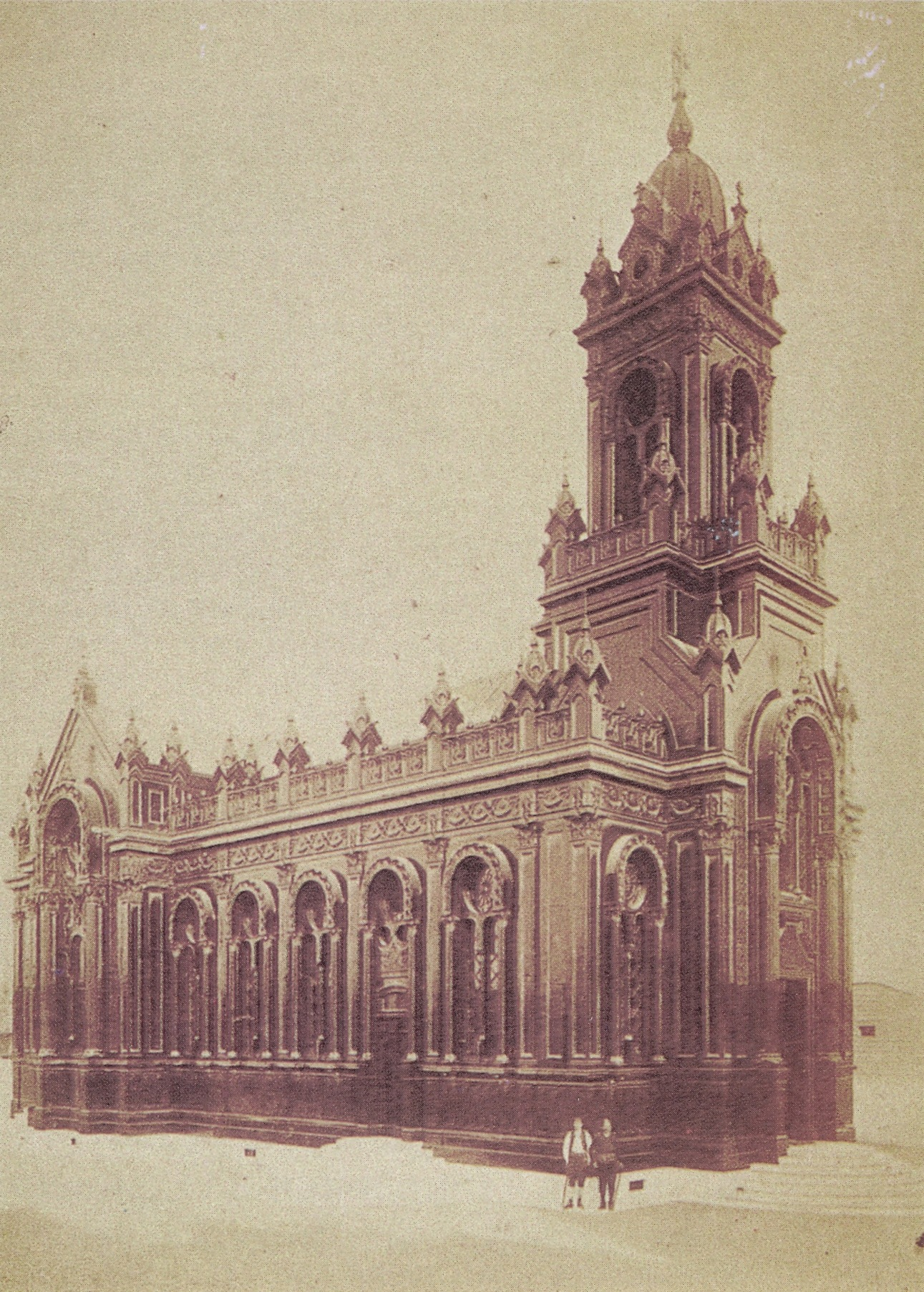
Церква Св. Стефана в 1898 р.

## Галерея

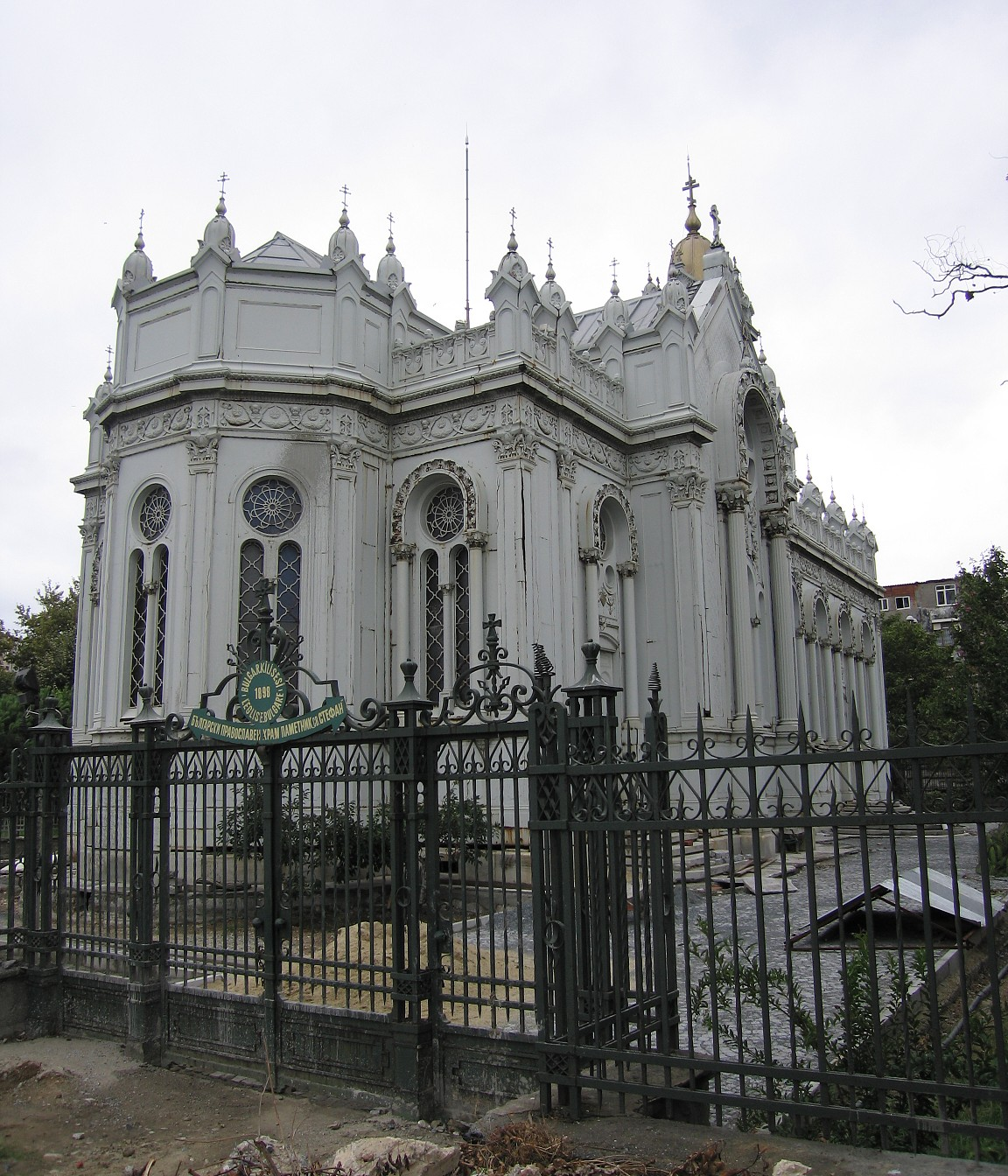
Вид із Золотого Рогу
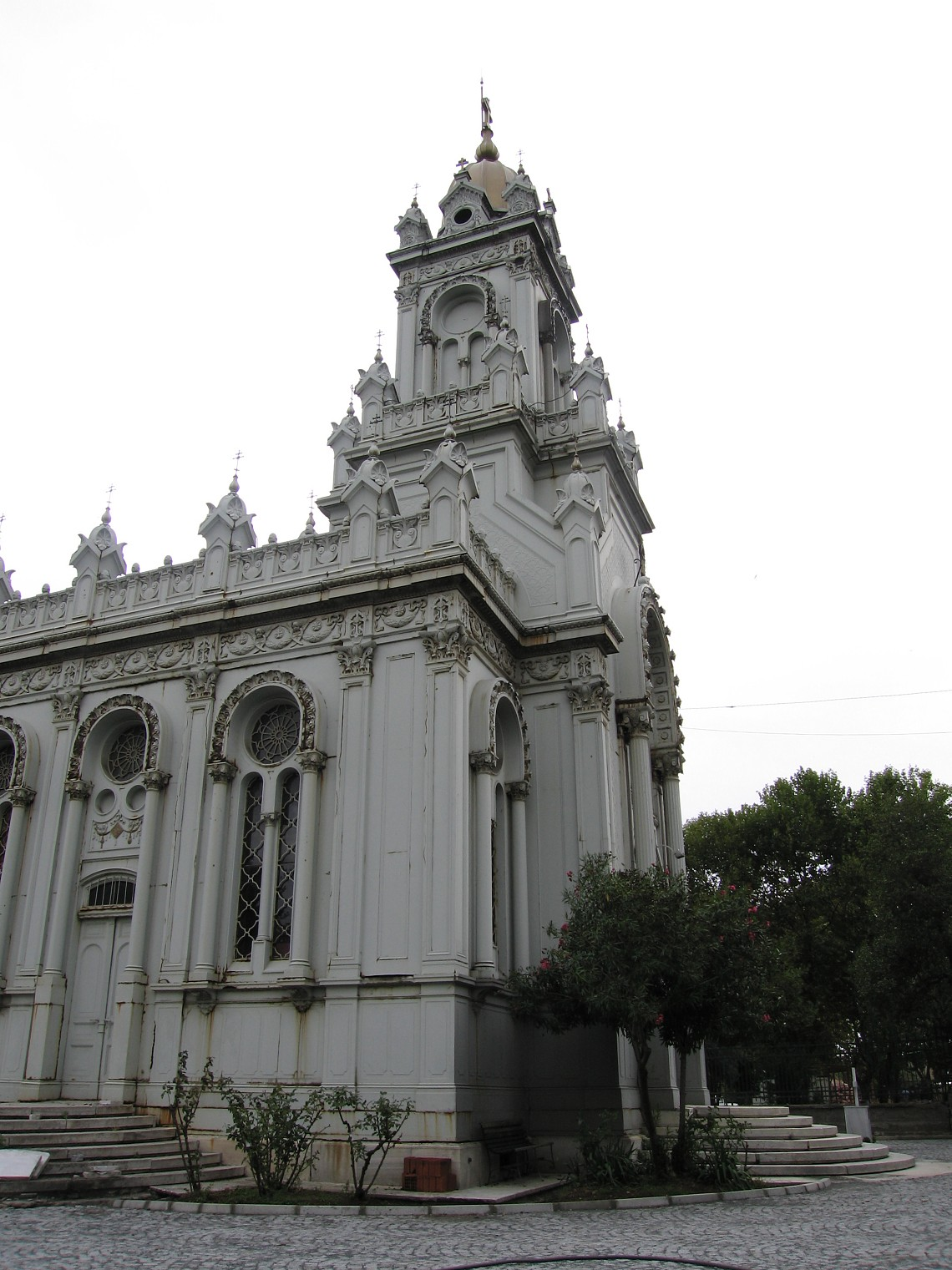
Св. Стефана на фронті
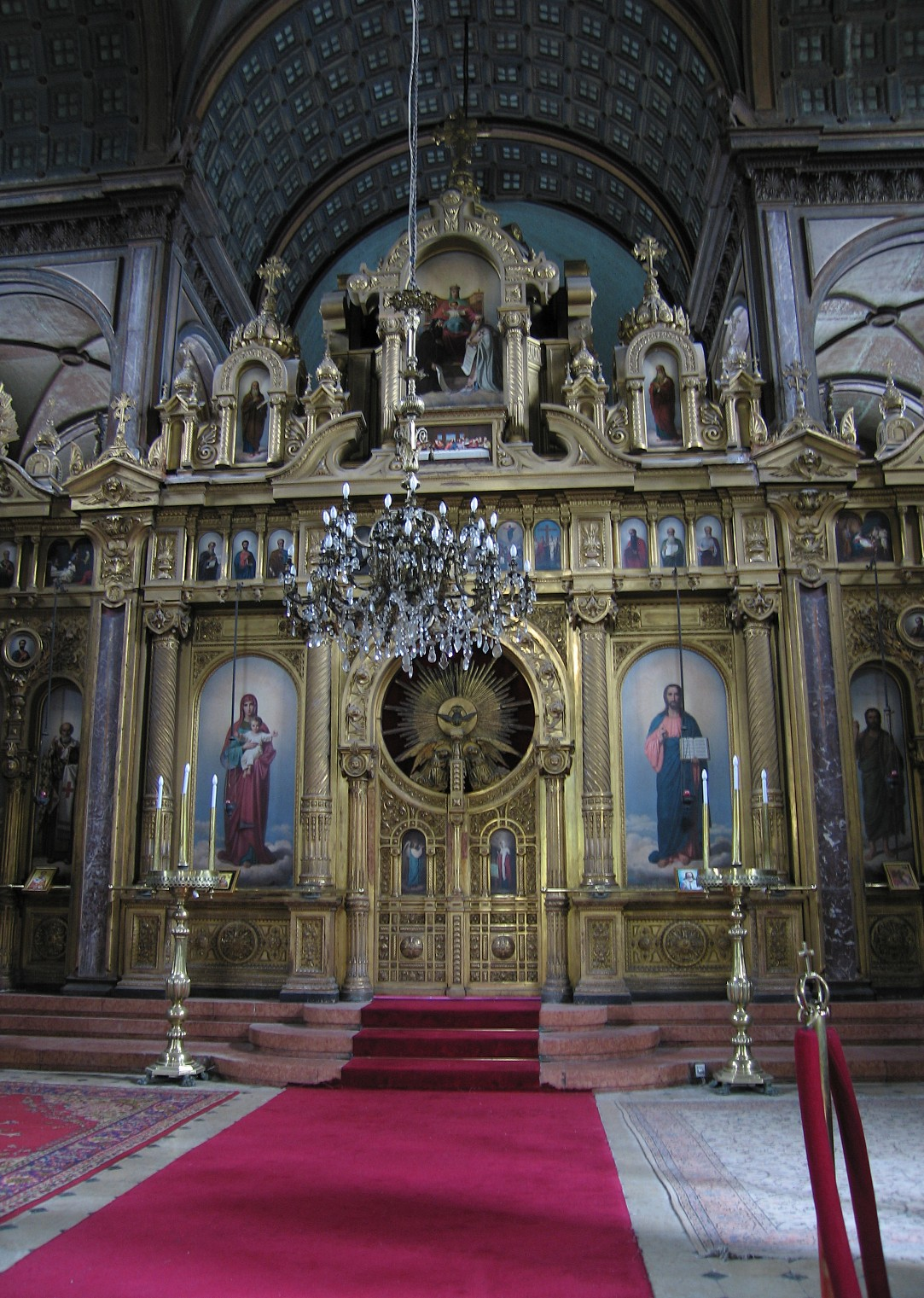
Іконостас церкви
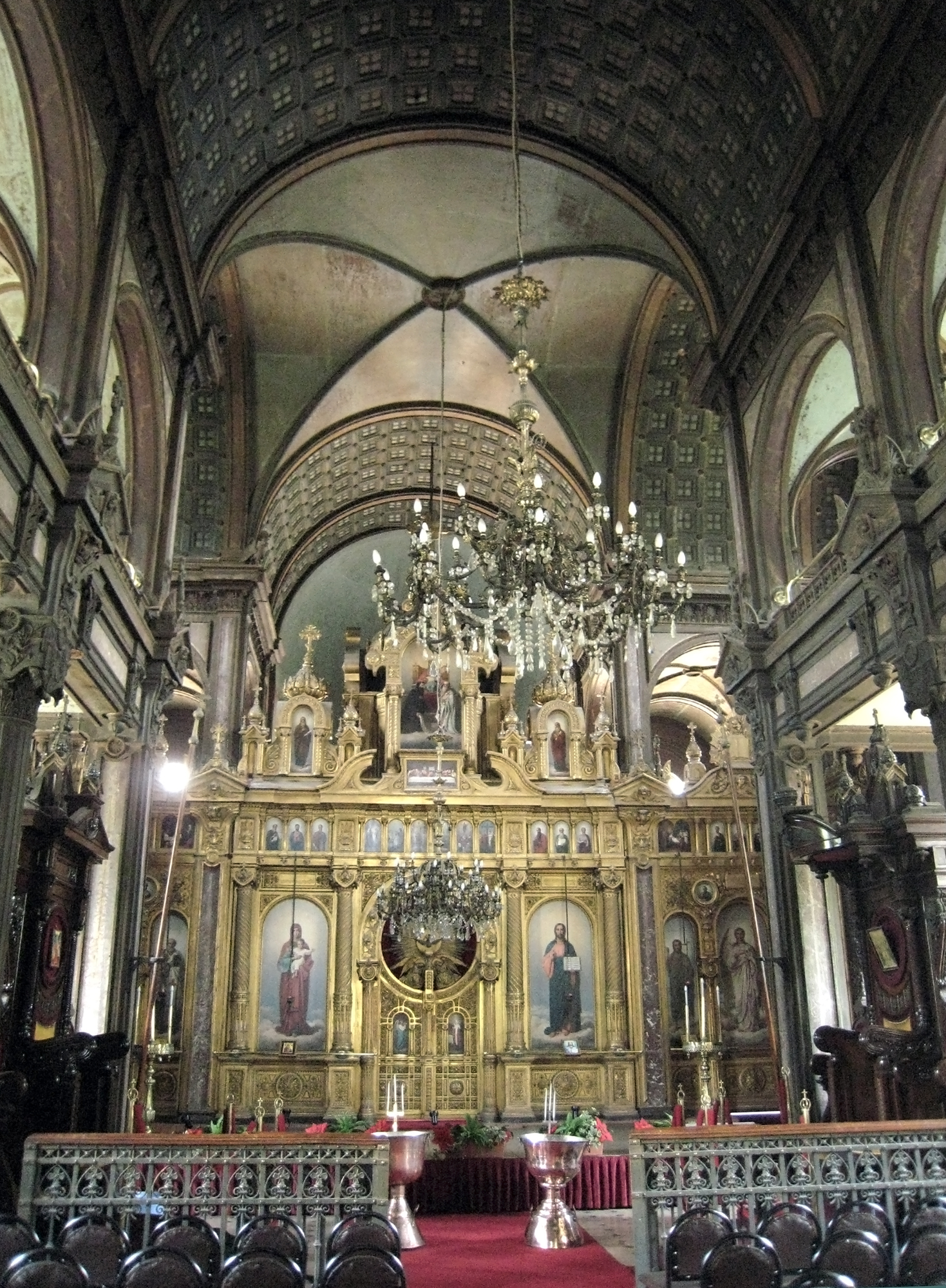
Інтер'єр